# Sant Martí de Taús
Sant Martí de Taús és una antiga parròquia situada del municipi de les Valls d'Aguilar (Alt Urgell). Es troba als afores del poble de Taús, al costat del cementiri. Està protegida com a bé cultural d'interès local.

## Descripció
És un edifici religiós d'una nau amb absis rodó.És un edifici d'una nau, coberta amb volta de canó lleugerament apuntada reforçada per dos arcs doblers, i capçada per un absis semicircular. En el parament de l'arc presbiteral s'obren dos nínxols, un al costat nord i l'altre al sud. A l'exterior els murs són reforçats per potents contraforts atalussats. La porta adovellada del mur de migdia va ser convertida en finestra i substituïda per l'accés a ponent. La il·luminació del temple es fa per la finestra de doble esqueixada del centre de l'absis, una altra de similar al mur de migdia i una d'esqueixada simple a ponent. El campanar d'espadanya d'un sol ull s'alça a la façana de ponent. La coberta de pedra de llicorella irregular ha estat substituïda per pissarra nova uniforme.